# André Chemel
Aimé Louis Marie Antoine Chemel dit André Chemel, né le 11 novembre 1901 à Saint-Priest-en-Murat (Allier) et mort le 23 mars 1947 dans le 16e arrondissement de Paris, est un directeur de production, réalisateur et scénariste français.
Marié en premières noces avec Madeleine Cavelier de Mocomble qui mourra à 30 ans et lui donnera un fils, Roger, qui aura lui même un fils Patrice né en 1950.

## Filmographie
Directeur de production
- 1938 : Werther ou Le Roman de Werther  de Max Ophüls
- 1939 : Les Otages de Raymond Bernard
- 1941 : Le Dernier des six de Georges Lacombe
- 1942 : Le journal tombe à cinq heures de Georges Lacombe
- 1943 : Mahlia la métisse de Walter Kapps
- 1945 : Farandole de André Zwoboda

Réalisateur
- 1933 : Professeur Cupidon (coréalisateur : Robert Beaudoin)

Scénariste
- 1932 : Le Roi bis de Robert Beaudoin
- 1942 : Le journal tombe à cinq heures de Georges Lacombe